# 卢卡·皮齐
卢卡·皮齐（義大利語：Luca Pizzi，1974年3月18日—），意大利男子自行车运动员。他曾代表意大利参加2012年夏季残疾人奥林匹克运动会自行车比赛，获得一枚金牌和一枚银牌。

## 家庭
弟弟伊瓦诺·皮齐。